# Kim Bo-Hye
Kim Bo-Hye es una deportista surcoreana que compitió en taekwondo. Ganó una medalla de oro en el Campeonato Mundial de Taekwondo de 2005, y una medalla de oro en los Juegos Asiáticos de 2006.

## Palmarés internacional
| Campeonato Mundial | Campeonato Mundial | Campeonato Mundial | Campeonato Mundial |
| Año                | Lugar              | Medalla            | Categoría          |
| ------------------ | ------------------ | ------------------ | ------------------ |
| 2005               | Madrid (España)    | Medalla de oro     | –55 kg             |
| Juegos Asiáticos   |                    |                    |                    |
| Año                | Lugar              | Medalla            | Categoría          |
| 2006               | Doha (Catar)       | Medalla de oro     | –55 kg             |